# Denni Avdić
Denni Robin Avdić, född 5 september 1988 i Jönköping, är en svensk fotbollsspelare. Han har tidigare spelat för bland annat AIK i Allsvenskan. Avdić spelar främst som anfallare eller mittfältare.

## Klubbkarriär

### Tidig karriär
Avdić föddes i Jönköping, men är uppväxt i Huskvarna, där han inledde sitt fotbollsspelande i moderklubben Husqvarna FF. Han spelade två matcher för klubben i Division 2 2004. Efter sommaren 2004 gick Avdić till danska Brøndby IF på ett provkontrakt. I december 2004 skrev han på ett 2,5-årskontrakt med klubben. Avdić spelade för klubbens reservlag i Danmarksserien.

### IF Elfsborg
Sommaren 2006 värvades Avdić av IF Elfsborg. Han debuterade för klubben den 12 november 2006 i den första omgången av Royal League mot AIK. Elfsborg vann matchen med 4–0 och Avdić gjorde matchens två första mål. Avdić gjorde sin allsvenska debut den 7 april 2007 mot Malmö FF (1–1), då han byttes in i den 68:e minuten mot Mathias Svensson. Totalt spelade Avdić 19 allsvenska matcher under sitt debutår. Han gjorde sitt första allsvenska mål den 7 april 2008 i en 3–0-seger över AIK.
Under säsongen 2008 spelade han totalt 25 matcher i Allsvenskan och gjorde fyra mål. 2009 slutade Elfsborg trea i Allsvenskan och Avdić gjorde tre mål på 29 matcher. Under 2010 gjorde Avdić 19 mål, vilket slutade med en andraplats i den allsvenska skytteligan, endast ett mål bakom Alexander Gerndt.

### Werder Bremen
Den 3 januari 2011 blev Avdić klar för Werder Bremen i den tyska högstadivisionen. Han skrev på ett kontrakt med klubben fram till sommaren 2014. Avdić debuterade i Bundesliga den 15 januari 2011 mot 1899 Hoffenheim, då han byttes in i den 91:a minuten mot Aaron Hunt. Det blev sammanlagt sju matcher i Bundesliga under den första säsongen, varav två från start. Under sin andra säsong i klubben hade Avdić skadebekymmer och det blev spel i reservlaget Werder Bremen II.

### PEC Zwolle
Den 29 augusti 2012 lånades Avdić ut till nykomlingarna PEC Zwolle i nederländska högstadivisionen, Eredivisie. Avdić debuterade den 1 september 2012 mot NEC Nijmegen, då han inför den andra halvleken byttes in mot Rochdi Achenteh. Den 11 november 2012 gjorde han sitt första mål hemma mot AFC Ajax. Totalt gjorde Avdić åtta mål på 23 spelade matcher i Eredivisie.

### AZ Alkmaar
Den 2 augusti 2013 värvades han av nederländska AZ Alkmaar. Han debuterade den 6 oktober 2013 mot FC Groningen, då han i den 62:a minuten byttes in mot Mattias Johansson. Innan transferfönstret stängde sommaren 2015 kom AZ Alkmaar och Avdić överens om att bryta kontraktet.

### Heracles Almelo
Efter att AZ Alkmaars tränare Gertjan Verbeek lämnat klubben mitt under säsongen valde AZ Alkmaar sommaren 2014, under Marco van Bastens ledning, att låna ut Avdić till Heracles Almelo som också spelade i Eredivisie. Han ligadebuterade för klubben den 17 augusti 2014 borta mot FC Groningen. Han gjorde sitt första mål i den fjärde omgången borta mot SBV Excelsior. Totalt spelade Avdić 22 matcher och gjorde fyra mål. 

### AIK
Den 4 januari 2016 skrev Avdić på ett treårskontrakt med AIK. Han tävlingsdebuterade för klubben den 20 februari 2016 i Svenska cupen mot Varbergs BoIS. AIK vann matchen med 2–1 och Avdić gjorde sitt första tävlingsmål för AIK.

### AFC Eskilstuna
I februari 2019 värvades Avdić av AFC Eskilstuna, där han skrev på ett tvåårskontrakt. AFC Eskilstuna blev nedflyttade från Allsvenskan 2019 och Avdić lämnade klubben efter säsongen.

### Vasalunds IF
Efter ett år som klubblös skrev Avdić i mars 2021 på för Superettan-klubben Vasalunds IF.

## Landslagskarriär
I januari 2009 blev Avdić för första gången uttagen i Sveriges A-landslag. Avdić debuterade den 28 januari 2009 i en vinstmatch över Mexiko (1–0), där han byttes in i den 66:e minuten mot Daniel Nannskog.

## Klubbstatistik
| Klubb                                                    | Säsong            | Inhemsk liga      | Inhemsk liga | Inhemsk liga | Nat. täv. | Nat. täv. | Internat. täv. | Internat. täv. | Totalt | Totalt |
| Klubb                                                    | Säsong            | Serie             | SM           | Mål          | SM        | Mål       | SM             | Mål            | SM     | Mål    |
| -------------------------------------------------------- | ----------------- | ----------------- | ------------ | ------------ | --------- | --------- | -------------- | -------------- | ------ | ------ |
| IF Elfsborg                                              | 2006              | Allsvenskan       | 0            | 0            | 0         | 0         | 0              | 0              | 0      | 0      |
| IF Elfsborg                                              | 2007              | Allsvenskan       | 19           | 0            | 0         | 0         | 6+4            | 0              | 29     | 0      |
| IF Elfsborg                                              | 2008              | Allsvenskan       | 25           | 4            | 4         | 1         | 1              | 0              | 30     | 5      |
| IF Elfsborg                                              | 2009              | Allsvenskan       | 29           | 3            | 0         | 0         | 6              | 2              | 35     | 5      |
| IF Elfsborg                                              | 2010              | Allsvenskan       | 29           | 19           | 0         | 0         | 4              | 1              | 33     | 20     |
| IF Elfsborg                                              | Totalt i klubblag | Totalt i klubblag | 102          | 26           | 4         | 1         | 21             | 3              | 127    | 30     |
| Werder Bremen Werder Bremen II                           | 2010–11           | 3. Liga           | 1            | 0            | 0         | 0         | 0              | 0              | 1      | 0      |
| Werder Bremen Werder Bremen II                           | 2010–11           | Bundesliga        | 7            | 0            | 0         | 0         | 4              | 1              | 11     | 1      |
| Werder Bremen Werder Bremen II                           | 2011–12           | 3. Liga           | 11           | 0            | 0         | 0         | 0              | 0              | 11     | 0      |
| Werder Bremen Werder Bremen II                           | Totalt i klubblag | Totalt i klubblag | 19           | 0            | 0         | 0         | 4              | 1              | 23     | 1      |
| PEC Zwolle                                               | 2012–13           | Eredivisie        | 23           | 8            | 4         | 0         | 0              | 0              | 27     | 8      |
| PEC Zwolle                                               | Totalt i klubblag | Totalt i klubblag | 23           | 8            | 4         | 0         | 0              | 0              | 27     | 8      |
| AZ Alkmaar                                               | 2013–14           | Eredivisie        | 13           | 0            | 2         | 2         | 4              | 0              | 19     | 2      |
| AZ Alkmaar                                               | Totalt i klubblag | Totalt i klubblag | 13           | 0            | 2         | 2         | 4              | 0              | 19     | 2      |
| Heracles Almelo                                          | 2014–15           | Eredivisie        | 22           | 4            | 2         | 0         | 0              | 0              | 24     | 4      |
| Heracles Almelo                                          | Totalt i klubblag | Totalt i klubblag | 22           | 4            | 2         | 0         | 0              | 0              | 24     | 4      |
| AIK                                                      | 2016              | Allsvenskan       | 15           | 2            | 1         | 1         | 0              | 0              | 16     | 3      |
| AIK                                                      | 2017              | Allsvenskan       | 21           | 3            | 0         | 0         | 0              | 0              | 21     | 3      |
| AIK                                                      | Totalt i klubblag | Totalt i klubblag | 36           | 5            | 1         | 1         | 0              | 0              | 37     | 6      |
| Antal matcher och mål är korrekt per den 4 februari 2018 |                   |                   |              |              |           |           |                |                |        |        |